# 城关镇 (武都区)
城关镇，是中国甘肃省陇南市武都区下辖的一个乡镇级行政单位。

## 行政区划
城关镇共辖以下地区：
西关街社区、人民街社区、清真巷社区、旧城山社区、中山街社区、南桥路社区、城关新村社区、北山社区、教场社区、钟楼滩社区、清水沟社区、文明巷社区、建设巷社区、商贸东街社区、梁园子社区、吉石坝村、阳山村、黑坝村、店沟村、石家庄村、王家庄村、孟家山村、庙塄村、水子山村、腰道山村、灰崖子村、下黄家坝村、上黄家坝村、两水农场生活区。